# Emma Coradi-Stahl
Emma Coradi-Stahl (Hefenhofen, 9 november 1846 - Zürich, 8 april 1912) was een Zwitserse feministe.

## Biografie
Emma Coradi-Stahl was een dochter van Jakob Stahl, een leraar, en van Karoline Schoop. Ze groeide op in Dozwil, volgde een opleiding tot huishoudster en verbleef een tijdje in Neuchâtel, waar ze Frans leerde. In 1868 huwde ze Adam Coradi, een leraar en redacteur. Nadat ze enkele jaren huisvrouw was geweest, opende ze in 1874 een borduurwinkel in Aarau.
In 1885 werd Coradi-Stahl lid van het Schweizerischer Frauenverband, waar ze later in het bestuur werd verkozen. Nog in datzelfde jaar richtte ze zelf de Gemeinnützigen Frauenverein Aarau op. In 1888 vervolgens richtte ze mee de Schweizerischer Gemeinnütziger Frauenverein op, samen met Emma Boos-Jegher en Rosina Gschwind-Hofer. Nadat ze van 1903 tot 1908 voorzitster was geweest van de Zürichse afdeling van die vrouwenorganisatie, was ze van 1908 tot 1912 nationaal voorzitster. In die functie legde ze zich vooral toe op de bevordering van de professionele vorming van vrouwen. Zo ijverde ze voor een grotere kennis van de huishoudkunde door huishoudscholen op te richten en deel te nemen aan een project voor een verpleegstersschool in Zürich. Later zou ze bij de Confederatie en de kantons ook pleiten om de vorming van vrouwen financieel te ondersteunen.
Als experte huishoudkunde werd Coradi-Stahl in 1896 door de Bondsraad benoemd tot inspectrice voor de gesubsidieerde beroeps- en huishoudscholen en nam ze deel aan verscheidene internationale congressen. Daarnaast schreef ze verschillende populaire werken over het huishouden en was ze tot aan haar overlijden in 1912 betrokken bij het in 1893 opgerichte blad Schweizer Frauenheim.

## Werken
- (de)  Über berufliche und hauswirtschaftliche Ausbildung der weiblichen Jugend in verschiedenen Ländern, 1901.
- (de)  Wie Gritli haushalten lernt. Anleitung zur Führung eines bürgerlichen Haushalts in zehn Kapiteln, 1902.
- (de)  Gritli in der Küche. Teil 2 von Wie Gritli haushalten lernt, 1904.